# Apostolska nuncijatura u Nizozemskoj
Apostolska nuncijatura u Nizozemskoj je diplomatska misija Svete Stolice u Nizozemskoj. Nalazi se u Haagu. Trenutni apostolski nuncij je nadbiskup Jean-Marie Speich, kojeg je na tu dužnost imenovao papa Franjo 12. travnja 2025. godine.
Apostolska nuncijatura u Kraljevini Nizozemskoj je crkveni ured Katoličke Crkve u Nizozemskoj, s rangom veleposlanstva. Nuncij služi i kao veleposlanik Svete Stolice kod kralja Nizozemske te kao izaslanik i kontaktna osoba između katoličke hijerarhije u Nizozemskoj i Pape.

## Predstavnici

### Apostolski internunciji
- Francesco Capaccini (svibanj 1829. – studeni 1831.)
- Carlo Belgrado (12. veljače 1848. – 28. rujna 1855.)
- Settimio Maria Vecchiotti (23. studenog 1855. – 16. ožujka 1863.)
- Luigi Oreglia di Santo Stefano (16. ožujka 1863. – 4. svibnja 1866.)
- Giacomo Cattani (2. svibnja 1866. – 16. ožujka 1868.)
- Angelo Bianchi (14. ožujka 1868. – travnja 1874.)
- Giovanni Capri (11. kolovoza 1874. – 19. rujna 1879.)
- Agapito Panici (19. rujna 1879. – 1881.)
- Francesco Spolverini (25. travnja 1882. – 20. srpnja 1887.)
- Aristide Rinaldini (11. kolovoza 1887. – 31. svibnja 1893.)
- Benedetto Lorenzelli (30. svibnja 1893. – 10. listopada 1896.)
- Francesco Tarnassi (24. listopada 1896. – 1899.)
- Giovanni Tacci Porcelli (29. travnja 1911. – 30. srpnja 1916.)
- Achille Locatelli (30. srpnja 1916. – 13. srpnja 1918.)
- Sebastiano Nicotra (1. listopada 1918. [1] – 1921.)
- Roberto Vicentini (19. svibnja 1921. – 1922.)

### Apostolski nunciji
- Cesare Orsenigo (23. lipnja 1922. – 2. lipnja 1925.)[2]
- Paolo Giobbe (12. kolovoza 1935. – 14. studenog 1959.)
- Giuseppe Beltrami (31. siječnja 1959. – 22. srpnja 1967.)
- Angelo Felici (22. srpnja 1967. – 13. svibnja 1976.)
- John Gordon (11. lipnja 1976. – 1978.)
- Bruno Wüstenberg (17. siječnja 1979. – 31. svibnja 1984.)
- Edward Idris Cassidy (6. studenog 1984. – 23. ožujka 1988.)
- Audrys Juozas Bačkis (5. kolovoza 1988. – 24. prosinca 1991.)
- Henri Lemaître (28. ožujka 1992. – 8. veljače 1997.)
- Angelo Acerbi (8. veljače 1997. – 27. veljače 2001.)
- François Bacqué (27. veljače 2001. – 15. prosinca 2011.)
- André Dupuy (15. prosinca 2011. – 21. ožujka 2015.)
- Aldo Cavalli (21. ožujka 2015. – 27. studenog 2021.)
- Paul Tschang In-Nam (16. srpnja 2022. – 13. veljače 2025.)
- Jean-Marie Speich (12. travnja 2025.[3] – danas)